# Pulmonoscorpius
Pulmonoscorpius ("štír s plícemi") je obřím vyhynulým rodem štíra, který žil v období karbonu (epocha visean, asi před 345–326 m. l.) na území dnešního Skotska. Zaživa dosahoval délky blížící se k 1 metru a celkově se podobal obří obdobě dnešních štírů. Je možné, že k jeho velikosti přispěl vyšší obsah kyslíku v tehdejší atmosféře (asi 35 % oproti dnešním 21 %). Předpokládá se, že tento živočich s výraznými složenými očky byl denním lovcem, živícím se především drobnými obratlovci.

## V populární kultuře
Tento velký členovec se objevuje v páté epizodě fiktivního dokumentu Prehistorický park. Zde je vysloven hypotetický předpoklad, že jed pulmonoskorpia byl pro savce neškodný, protože se ještě v této době neobjevili (vznikají až o 100 milionů let později).